# Drupadia caesia
Drupadia caesia är en fjärilsart som beskrevs av Cowan 1974. Drupadia caesia ingår i släktet Drupadia och familjen juvelvingar. Inga underarter finns listade i Catalogue of Life.